# Ларс Якобсен
Ларс Якобсен (дан. Lars Jacobsen, * 20 вересня 1979, Оденсе) — данський футболіст, захисник клубу «Генгам».

## Клубна кар'єра
У дорослому футболі дебютував 1996 року виступами за команду клубу «Оденсе», в якій провів шість сезонів, взявши участь у 112 матчах чемпіонату.
Протягом 2002–2003 років захищав кольори команди німецького клубу «Гамбург».
Своєю грою за останню команду привернув увагу представників тренерського штабу клубу «Копенгаген», до складу якого приєднався 2004 року. Відіграв за команду з Копенгагена наступні три сезони своєї ігрової кар'єри. Більшість часу, проведеного у складі «Копенгагена», був основним гравцем захисту команди. За цей час тричі виборював титул чемпіона Данії.
Згодом з 2007 по 2011 рік відіграв по одному сезону у складі команд німецького «Нюрнберга», англійських «Евертона», «Блекберн Роверз» та «Вест Хем Юнайтед».
До складу клубу «Копенгаген» повернувся 2011 року, відігравши ще три сезони. За цей час виграв ще один чемпіонат Данії і кубок Данії.
Влітку 2014 року став гравцем французького «Генгама».

## Виступи за збірні
1995 року дебютував у складі юнацької збірної Данії, взяв участь у 32 іграх на юнацькому рівні, відзначившись 1 забитими голами.
Протягом 1998–2001 років залучався до складу молодіжної збірної Данії. На молодіжному рівні зіграв у 26 офіційних матчах.
2006 року дебютував в офіційних матчах у складі національної збірної Данії. Наразі провів у формі головної команди країни 48 матчів. У складі збірної був учасником чемпіонату світу 2010 року у ПАР та чемпіонату Європи 2012 року в Україні і Польщі.

## Титули і досягнення
- Чемпіон Данії (4):

«Копенгаген»: 2003-04, 2005-06, 2006-07, 2011-12
- Володар Кубка Данії (3):

«Оденсе»: 2001-02
«Копенгаген»: 2003-04, 2011-12
- Володар Суперкубка Данії (1):

«Копенгаген»: 2004
- Володар Кубка німецької ліги (1):

«Гамбург»: 2003